# Crostata

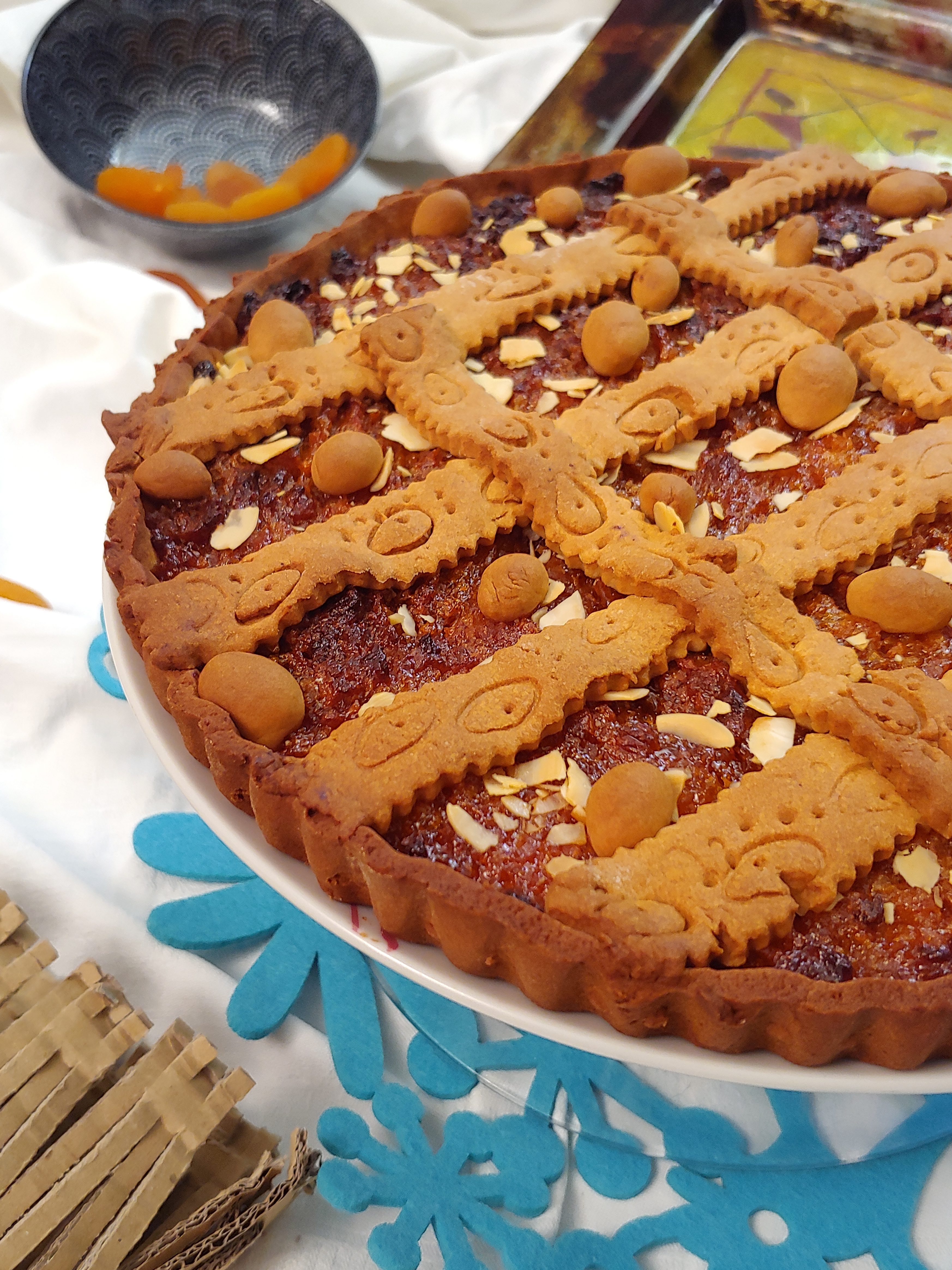
Crostata de miel y albaricoques.

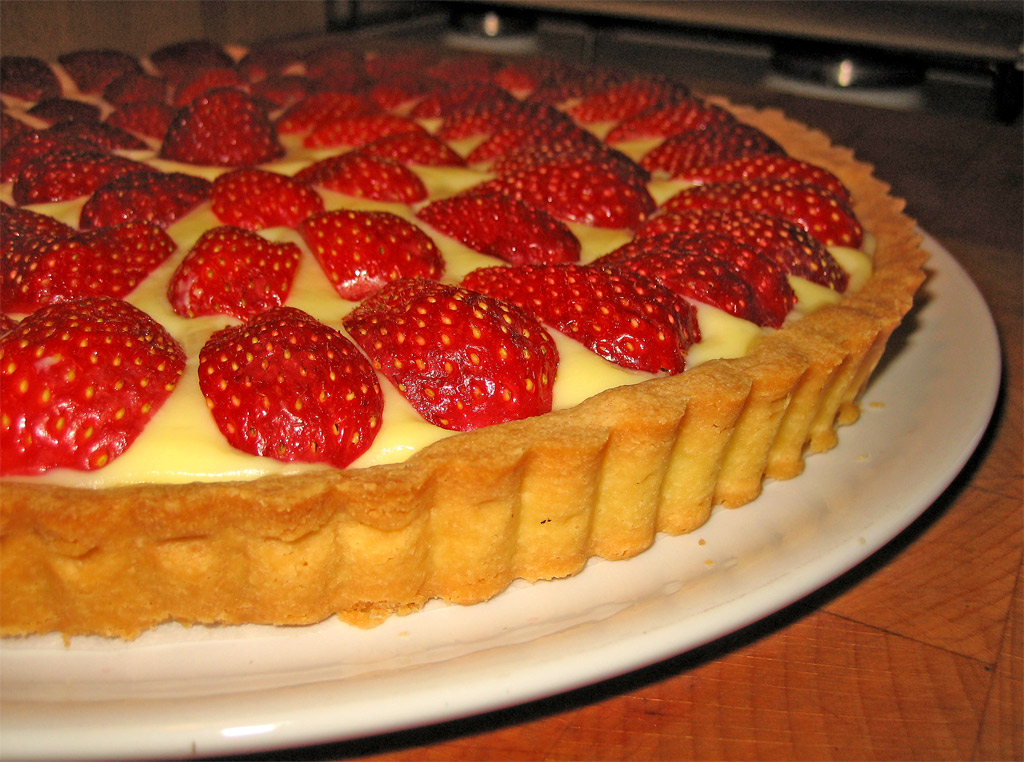
Crostata di frutta.

La crostata es una tarta italiana que se toma como postre. Tradicionalmente se prepara doblando los bordes de la masa sobre el relleno de mermelada, creando un aspecto más «rudo» en lugar de un círculo perfecto. Las mermeladas usadas tradicionalmente para el relleno son las de cereza, melocotón, albaricoque y fresa. La crostata también puede rellenarse con trozos de fruta fresca y crema pastelera (crema pasticcera), pero entonces recibe el nombre de crostata di frutta (‘crostata de fruta’). En la gastronomía costarricense se encuentra con rellenos frutales y nombre de enrejado. Una variedad típica del centro de Italia llamada crostata di ricotta sustituye la mermelada con ricotta mezclado con azúcar, cacao o trozos de chocolate y anisetta. En Argentina, Uruguay y Paraguay debido a la influencia por la gran inmigración italiana, es una preparación muy difundida, y es llamada pasta frola, también es muy común la variedad de ricota, a la que se conoce simplemente como torta de ricota.